# 佐藤食品
佐藤食品株式会社（さとうしょくひん）は、秋田県潟上市に本社を置き、主に佃煮・総菜・ペットフードなどの食品を製造する企業。屋号はかくちょう。

## 概要
主に佃煮・総菜の製造・販売を行っている。
創業当時は八郎潟で獲れるわかさぎやフナの佃煮を製造した。戦前は軍事物資としての佃煮の需要があり、物価統制令により調味料を配給され製造していた。八郎潟の干拓が始まると、原材料をもとめて県外に季節稼働の工場を開設した。当時は冷蔵便や物流が整っておらず、現地で半加工して鮮度を維持する生炊製法（なまたきせいほう）を採用し、今でもその技術を活かしている。
新鮮なわかさぎを活かして、わかさぎの佃煮だけでなく、わかさぎからあげやペットフードなど様々な加工品を製造している。
全国水産加工たべもの展にて、最高賞農林水産大臣賞をはじめ複数の賞を受賞しているほか、つくだ煮製品としてはじめてグッドデザイン賞を受賞している。

## 沿革
- 1932年（昭和7年） - 初代・佐藤長之助が佐藤長之助商店を創立、佃煮製造業を営む。
- 1937年（昭和12年） - 物価統制令により佐藤水産加工所に改名する
- 1956年（昭和31年） - 佐藤食品株式会社（資本金100万円）として設立登記
- 1960年（昭和35年） - 青森県下北郡東北町に小川原工場を開設
- 1970年（昭和45年） - 青森県下北郡東通村に白糠工場を開設
- 1975年（昭和50年） - 男鹿市戸賀に男鹿工場を開設
- 1976年（昭和51年） - 青森県上北郡上北町に上北工場を開設
- 1985年（昭和60年）3月 - 宮城県石巻市に石巻工場を開設
- 1989年（平成元年）
  - 1月 - 青森県東通村白糠工場を新築
  - 3月 - 石巻工場を協力工場として独立する
- 1990年（平成2年）4月 - 資本金を400万円に増資
- 1992年（平成4年）
  - 3月 - 全国水産加工たべもの展で「生炊ちりめん」水産庁長官賞受賞
  - 4月 - 資本金を1000万円に増資
- 1994年（平成6年）
  - 3月 - 全国水産加工たべもの展で「若さぎ佃煮」農林水産大臣賞受賞
  - 9月 - 青森県小川原工場新築
- 1998年（平成10年）
  - 3月 - 全国水産加工たべもの展で「若さぎ甘露煮」水産庁長官賞受賞
  - 4月 - 事務所、パックセンターを新築
- 2001年（平成13年）3月 - 全国水産加工たべもの展で「ほたてからあげ」大阪消費者大賞受賞
- 2005年（平成17年）3月 - 全国水産加工たべもの展で「小鮒甘露煮」水産庁長官賞受賞
- 2008年（平成20年）3月 - 全国水産加工たべもの展で「生炊くるみしらす」水産庁長官賞受賞
- 2011年（平成23年）2月 - 「わかチョコ」の製造販売開始
- 2013年（平成25年）10月 - 「磯のり白魚」「わかさぎからあげミックス」がグッドデザイン賞受賞（casane tsumuguとコラボ商品・秋田では食品初受賞）[1]
- 2015年（平成27年）2月 - 別工場にてペットフード製造事業を開始[2]
- 2016年（平成28年）1月 - 『日経スペシャル ガイアの夜明け』で「伝統を打ち破る」というテーマで紹介される[3]
- 2020年（令和2年）10月 - デザート感覚佃煮「ナッツみかん」発売[4]

## 主な製品
- 佃煮（わかさぎ・こうなご・いかあられ・鮒・昆布・くるみなど）
- からあげ（わかさぎ・ハタハタ・ホタテ・白魚など）
- ペットフード（わかさぎなど）